# Leptogaster longicauda
Leptogaster longicauda là một loài ruồi trong họ Asilidae. Leptogaster longicauda được Hermann miêu tả năm 1917. Loài này phân bố ở miền Ấn Độ - Mã Lai.